# Günter Schardey
Günter Schardey (* 27. April 1929 in Moers; † 24. Februar 2015) war ein deutscher Rechtsanwalt. Von 1991 bis 1994 war er Präsident des Deutschen Anwaltvereins.

## Leben
Schardey wurde 1929 in Moers als Sohn eines Bauern geboren. Nach Schulbesuchen in Rheinhausen, Bonn, Unna und Homberg studierte er in Frankfurt am Main, Heidelberg und Bonn Rechtswissenschaften. 1954 legte er das erste juristische Staatsexamen ab, 1959 folgte die Große juristische Staatsprüfung. Im selben Jahr wurde er als Anwalt in Moers zugelassen. 1961 wurde er mit der Dissertation Die Vereinbarkeit des Vorranges des männlichen Geschlechts bei der Hofeserbfolge mit dem Grundsatz der Gleichberechtigung der Geschlechter nach Artikel 3, Absatz 2 und 3 des Grundgesetzes bei Friedrich Wilhelm Bosch an der Universität Bonn promoviert. Innerhalb seiner Kanzlei spezialisierte sich Schardey auf das Vertragsrecht. Darüber hinaus engagierte er sich für seinen Berufsstand. Von 1971 bis 1991 gehörte er dem Präsidium der Rechtsanwaltskammer Düsseldorf, zuletzt als deren Vizepräsident, an. 1979 wurde Schardey in den Vorstand des Deutschen Anwaltsvereins (DAV) gewählt. 1983 wurde er zum Schatzmeister des DAV gewählt und rückte damit in das Präsidium des DAV auf. 1991 folgte er Erhard Senninger als Präsident des DAV, in dessen Funktion er bis 1994 tätig war. Im zweiten Jahr seiner Amtszeit wurde die DAV-Arbeitsgemeinschaft Familien- und Erbrecht gegründet. Darüber hinaus fiel in Schardeys Amtszeit die Aufnahme der Rechtsanwälte aus den Neuen Bundesländern nach der Deutschen Wiedervereinigung. Ab 1979 betätigte er sich zusätzlich als Mitherausgeber der juristischen Fachzeitschrift FamRZ.
Für seine Verdienste wurde Schardey im November 1989 mit dem Verdienstkreuz 1. Klasse des Verdienstordens der Bundesrepublik Deutschland geehrt.